# Physcomitrium sphaericum x physcomitrella patens
Physcomitrium sphaericum x physcomitrella patens là một loài Rêu trong họ Funariaceae. Loài này được Limpr. mô tả khoa học đầu tiên năm 1885.